# Schulen in Frankfurt (Oder)
Mitte der 1990er Jahre gab es in Frankfurt (Oder) etwa 15.000 Schüler, im Schuljahr 2008/2009 betrug deren Anzahl noch rund 9.300. Davon besuchten 2307 Schüler die Grundschule, 1231 eine der drei Gesamtschulen (inkl. Waldorfschule), 294 die Oberschule und 300 Schüler die Förderschulen. Darüber hinaus gab es insgesamt 1625 Gymnasiasten sowie 3518 Absolventen an beiden Oberstufenzentren.

## Geschichte des Schulwesens in Frankfurt (Oder)
Wann die erste Schule in Frankfurt eröffnet wurde, ist nicht bekannt. Der erste urkundliche Hinweis stammt aus dem Jahr 1341, als Sabellus Seger als Rektor der Schule einen Beschwerdebrief an den Papst mit unterzeichnete. Danach gab es erst 1425 wieder einen Hinweis auf eine Schule. In diesem Jahr wird im Kapitel 26 des Stadtbuches Wye eyn schulmeyster sine schule haldyn solle über das Schulwesen berichtet. Ein Lehrer erhielt danach von jedem Schüler zwei böhmische Groschen für ein Vierteljahr Unterricht. Weiterhin zahlten die Schüler Holz-, Heizer- und Fenstergeld. Allerdings konnten sie von den Zahlungen befreit werden, wenn sie wirtschaftlich nicht in der Lage waren, das Geld aufzubringen. In der Schule, in welcher in drei Haufen genannten Klassen gleichzeitig Unterricht stattfand, wurde Lesen, Schreiben und Latein gelehrt. Rechnen wurde in dem Schulhaus an der Friedhofsmauer bei der Marienkirche mit nur einem Unterrichtsraum nicht gelehrt. Bis Anfang des 16. Jahrhunderts wurde die Schule von der Stadt nur stiefmütterlich behandelt und erhielt von ihr oder deren Bürgern kaum Unterstützungen.

## Grundschule

### Grundschule Neuberesinchen
Die Schwerpunkte in den heterogenen Regelklassen sind Medienkompetenz, Lesen und Sport. Die Schule strebt seit 2016 eine Umbenennung in MEKO Grundschule an. Die Stadtverordnetenversammlung hat dies wegen der Namensähnlichkeit mit einer Kriegsschiffreihe im Februar 2017 zunächst abgewiesen.
| Stichtag           | Anzahl Klassen | Anzahl Lernende | Verhältnis Jungen:Mädchen | Anzahl Lehrende | Leitung         |
| ------------------ | -------------- | --------------- | ------------------------- | --------------- | --------------- |
| 6. Oktober 2014    | 1              | 20              | 11:9                      |                 | Ralf Unglaube   |
| 28. September 2015 | 2              | 41              | 22:19                     | 1               | Ralf Unglaube   |
| 5. September 2016  | 4              | 71              | 38:33                     | 2               | Sebastian Obeth |
| 4. September 2017  | 4              | 93              | 45:48                     | 2               | Sebastian Obeth |

### Erich Kästner Grundschule
Erich Kästner war ein Schriftsteller, Kabarettist und Drehbuchautor.
Moderne Unterrichtsmethoden wie Projekt-, Gruppen-, Tagesplan- und Wochenplanarbeit, freie Arbeit und Frontalunterricht bestimmen das Unterrichtsgeschehen.
Die Jahrgangsstufen 5 und 6 belegen Leistungskurse in Deutsch, Englisch und Mathematik und wählen Neigungskurse in Gesellschaftslehre, Sprache, Kunst, Arbeitslehre, Technik und Naturwissenschaft. In der Jahrgangsstufe 1 wird Englisch als Begegnungssprache gelehrt. Nach dem Unterricht können Schüler unter Aufsicht von Pädagogen ihre Hausaufgaben anfertigen. Für die Jahrgangsstufen 1 – 6 werden den Schülern Arbeitsgemeinschaften und Sportgruppen wie zum Beispiel Theater, Keyboard, Umgang mit dem Computer oder das Schreiben einer Schülerzeitung angeboten. In der hauseigenen Bibliothek können sich die Schüler kostenlos Bücher ausleihen. Im Angebot befindet sich eine große Auswahl an Bücher, Videos, Lexika und Hörspielkassetten.
Im Hort an der Grundschule gibt es ein vielfältiges Angebot wie, Fußball, Tisch- und Brettspiele, textiles Gestalten, Wachsmalerei, Töpferei und vieles mehr.
| Stichtag           | Anzahl Klassen | Anzahl Lernende | Verhältnis Jungen:Mädchen | Anzahl Lehrende | Leitung         |
| ------------------ | -------------- | --------------- | ------------------------- | --------------- | --------------- |
| 6. Oktober 2014    | 16             | 364             | 177:187                   | 22              | Dietrich Krüger |
| 28. September 2015 | 17             | 378             | 185:198                   | 24              | Dietrich Krüger |
| 5. September 2016  | 18             | 389             | 196:193                   | 27              | Dietrich Krüger |
| 4. September 2017  | 18             | 393             | 186:207                   | 27              | Dietrich Krüger |
| 20. August 2018    | 18             | 405             | 202:203                   | 26              | Dietrich Krüger |
| 5. August 2019     | 18             | 410             | 213:197                   | 27              | Dietrich Krüger |

### Grundschule Mitte
Seit 1995 ist die Grundschule eine anerkannte UNESCO-Projekt-Schule, getragen vom Förderverein, Verein der Förderer der 2. Grundschule Mitte e.V .
In den Jahrgangsstufen 3 bis 6 nehmen die Schüler am polnischen Sprachprojekt Spotkanie heißt Begegnung – ich lerne deine Sprache als Begegnungssprache teil. Das Anliegen dieses Projektes ist es, Sitten und Gebräuche der polnischen Nachbarn kennenzulernen und bei Begegnungen mit polnischen Schülern Sprachkenntnisse anzuwenden und zu vertiefen. Dabei werden bei Spiel, Spaß und gemeinsamer Arbeit freundschaftliche Kontakte geknüpft. Schüler aus dem benachbarten Rzepin und Osno besuchen einmal in der Woche den Deutschunterricht, lernen neben der Sprache auch Land und Leute kennen und nehmen an gemeinsamen Projekten der Schule teil. Ab Jahrgangsstufe 1 wird Englisch unterrichtet. Regelmäßig treffen sich Schüler der Jahrgangsstufen 3 und 4 im Unesco – Club um zu basteln, malen, Wandzeitungen zu erstellen und Höhepunkte der Unesco – Arbeit vorzubereiten. Kontakt zu Schülern anderer Länder wird durch das Internet gehalten. Die Schüler lernen auch auf spielerische Art und Weise den Umgang mit dem PC und dem Medium Internet. Arbeitsgemeinschaften bestehen im künstlerischen Gestalten, Klöppeln, Flötenspiel, Schülerzeitung und dem Sport. Die Schule besitzt einen Schulhort.
| Stichtag           | Anzahl Klassen | Anzahl Lernende | Verhältnis Jungen:Mädchen | Anzahl Lehrende | Leitung         |
| ------------------ | -------------- | --------------- | ------------------------- | --------------- | --------------- |
| 6. Oktober 2014    | 18             | 416             | 184:232                   | 30              | Wiebke Tetzlaff |
| 28. September 2015 | 18             | 402             | 168:234                   | 30              | Wiebke Tetzlaff |
| 5. September 2016  | 18             | 416             | 179:237                   | 30              | Wiebke Tetzlaff |
| 4. September 2017  | 18             | 418             | 197:221                   | 30              | Wiebke Tetzlaff |

### Astrid-Lindgren-Grundschule
Astrid Lindgren war eine schwedische Schriftstellerin.
Gegründet als 13. Polytechnische Oberschule „Juri Gagarin“ (Klassen 1–10). Die Schule nimmt am Modellversuch der flexiblen Schuleingangsphase teil; es wird Integrative Pädagogik praktiziert.
| Stichtag           | Anzahl Klassen | Anzahl Lernende | Verhältnis Jungen:Mädchen | Anzahl Lehrende | Leitung    |
| ------------------ | -------------- | --------------- | ------------------------- | --------------- | ---------- |
| 6. Oktober 2014    | 16             | 349             | 188:161                   | 23              | Marina Bab |
| 28. September 2015 | 15             | 327             | 174:153                   | 22              | Marina Bab |
| 5. September 2016  | 16             | 342             | 177:165                   | 23              | Marina Bab |
| 4. September 2017  | 15             | 335             | 179:156                   | 23              | Marina Bab |
| 20. August 2018    | 15             | 310             | 168:142                   | 22              | Marina Bab |
| 5. August 2019     | 14             | 299             | 164:135                   | 21              | Marina Bab |

### Friedensschule
Das Ziel des Schulprogrammes besteht in der Betrachtung einer ganzheitlichen Entwicklung und Förderung eines jeden Schülers. In einem freundlich und saisonbezogen gestalteten grünen Schulhaus werden die Schüler freudvoll unterrichtet und kindgerecht gefördert. In der Schule befinden sich mehrere wichtige Fachräume wie zum Beispiel ein Computerraum, Physikraum, Musikraum und Biologieraum. Im Schulgarten befindet sich unter anderem eine Kräuterecke.
Im Computerraum werden die Schüler, verstärkt ab Jahrgangsstufe 4 an die Arbeit mit dem PC herangeführt. Hier erwerben sie mit Ablauf ihrer Grundschulzeit einen Mauspass. Im Neigungsunterricht der Jahrgangsstufe 5 – 6 können die Schüler an verschiedenen Projekten, u. a. aus den Bereichen Gesundheit, Computer und Naturwissenschaften teilnehmen. Schüler mit Teilleistungsstörungen erhalten Förderung durch Binnendifferenzierung aber auch durch geschulte Pädagogen in den Bereichen Lern-Rechtschreib-Schwäche, Rechenschwäche und Wahrnehmungsstörungen. Im Anschluss des Unterrichtes erhalten Schüler Unterstützung in einem von Pädagogen geleiteten Hausaufgabenzimmer. In den Jahrgangsstufen 3 und 6 werden jährlich Lesewettbewerbe durchgeführt. Die Eltern werden so oft wie möglich im Unterricht und im gesamten Schulleben einbezogen; Elternsprechstunden finden regelmäßig statt.
| Stichtag           | Anzahl Klassen | Anzahl Lernende | Verhältnis Jungen:Mädchen | Anzahl Lehrende | Leitung          |
| ------------------ | -------------- | --------------- | ------------------------- | --------------- | ---------------- |
| 6. Oktober 2014    | 12             | 244             | 115:129                   | 19              | Karola Grunow    |
| 28. September 2015 | 12             | 238             | 119:119                   | 16              | Adrienne Schulze |
| 5. September 2016  | 12             | 250             | 123:127                   | 16              | Adrienne Schulze |
| 4. September 2017  | 12             | 258             | 136:122                   | 16              | Adrienne Spohn   |
| 20. August 2018    | 12             | 250             | 131:119                   | 19              | Adrienne Spohn   |
| 5. August 2019     | 12             | 246             | 132:144                   | 18              | Adrienne Spohn   |

### Grundschule am Mühlenfließ
Die Grundschule ist eine Umweltschule in Europa im Bundesprogramm Transfer 21. Am 1. August 2004 startete das Programm Transfer-21 der Bund-Länder-Kommission für Bildungsplanung und Forschungsförderung (BLK). Es soll die schulische Bildung am Konzept der Nachhaltigkeit orientieren. Zentrales Ziel dieses Programms ist es, Schüler Gestaltungskompetenz für die Zukunft näher zu bringen. Ab Jahrgangsstufe 1 wird Englisch unterrichtet, Polnisch ab Jahrgangsstufe 1 als Begegnungssprache. Arbeitsgemeinschaften gibt es in Natur und Kunst, Wissenschaft und Sport.
| Stichtag           | Anzahl Klassen | Anzahl Lernende | Verhältnis Jungen:Mädchen | Anzahl Lehrende | Leitung       |
| ------------------ | -------------- | --------------- | ------------------------- | --------------- | ------------- |
| 6. Oktober 2014    | 9              | 185             | 86:99                     | 14              | Kerstin Lampe |
| 29. September 2015 | 9              | 184             | 86:98                     | 15              | Kerstin Lampe |
| 5. September 2016  | 10             | 201             | 95:106                    | 16              | Kerstin Lampe |
| 4. September 2017  | 10             | 202             | 95:107                    | 16              | Kerstin Lampe |
| 20. August 2018    | 9              | 189             | 92:97                     | 14              | Kerstin Lampe |
| 5. August 2019     | 10             | 201             | 103:104                   | 16              | Kerstin Lampe |

### Grundschule Am Botanischen Garten
Die Grundschule liegt in der Bergstraße, östlich des Botanischen Gartens. Seit Oktober 1993 ist die Schule offiziell anerkannte Schule im UNESCO-Netzwerk Frankfurt (Oder). In der Bildungs- und Erziehungsschule durchziehen sich die didaktischen Leitlinien der UNESCO.
Das zeigt sich zum Beispiel in den jährlichen UNESCO-Projektwochen, in der Schaffung ökologischer Lern- und Erlebnisfelder, in der Beteiligung am Projekt „Spotkanie heißt Begegnung – ich lerne deine Sprache“ (Begegnung mit der polnischen Kultur und polnische Sprache auf Arbeitsgemeinschaftsbasis), in der Partnerschaft mit der 2. Grundschule in Słubice und im Sponsorenlauf für einen guten Zweck.
Die Schule besitzt einen Schulhort (Hort Nordlicht).
| Stichtag           | Anzahl Klassen | Anzahl Lernende | Verhältnis Jungen:Mädchen | Anzahl Lehrende | Leitung        |
| ------------------ | -------------- | --------------- | ------------------------- | --------------- | -------------- |
| 6. Oktober 2014    | 15             | 297             | 167:130                   | 20              | Susann Rehberg |
| 28. September 2015 | 14             | 294             | 165:129                   | 19              | Susann Rehberg |
| 5. September 2016  | 14             | 297             | 165:132                   | 19              | Susann Rehberg |
| 4. September 2017  | 13             | 285             | 169:116                   | 19              | Susann Rehberg |
| 20. August 2018    | 14             | 305             | 174:131                   | 24              | Susann Rehberg |
| 5. August 2019     | 13             | 294             | 165:129                   | 21              | Susann Rehberg |

### Evangelische Grundschule Frankfurt (Oder)
Die evangelische Grundschule liegt in der Luisenstraße. Englisch wird ab der ersten Klasse unterrichtet. Für den Besuch der Schule muss Schulgeld gezahlt werden, welches in Abhängigkeit vom Familienkommen erhoben wird. Der Förderverein der Schule wurde am 24. Mai 2000, der Trägerverein am 6. September desselben Jahres gegründet, Vorsitzender ist Dr. Joachim Zehner.
Das Gebäude der Schule wurde nach Plänen von Otto Peter errichtet und am 18. Oktober 1927 als Pädagogium Traub eingeweiht. In den oberen Stockwerken gab es ein Internat. 1938 wurde die Schule nach dem Afrikaforscher Hermann von Wissmann in Wißmannschule umbenannt. 1945 brannte der Dachstuhl aus. 1954/55 wurde das Dach dann erneuert und das Gebäude erweitert. 1990 wurde hier ein Sozialpädagogisches Zentrum eingerichtet. Zum Schuljahr 2002/03 zogen dann die ersten Schüler in die evangelische Grundschule, aber erst mit Errichtung der ersten zweiten Klasse wurde am 24. August 2002 das Gebäude in der Luisenstraße bezogen. Die Schule besitzt einen Schulhort (Luisenstraße 25 d)
| Stichtag           | Anzahl Klassen | Anzahl Lernende | Verhältnis Jungen:Mädchen | Anzahl Lehrende | Leitung     |
| ------------------ | -------------- | --------------- | ------------------------- | --------------- | ----------- |
| 6. Oktober 2014    | 12             | 230             | 123:107                   | 17              | Anke Adolph |
| 28. September 2015 | 11             | 230             | 121:109                   | 15              | Anke Adolph |
| 5. September 2016  | 11             | 242             | 123:119                   | 13              | Anke Adolph |
| 4. September 2017  | 12             | 250             | 125:125                   | 13              | Anke Adolph |

### Grundschule "Lenné" mit angegliederten Förderklassen mit dem sonderpädagogischen Förderbedarf Sprache
Die Besonderheit der Sprachförderklassen liegt im therapieintegrierten Unterricht zum Erwerb und Entwicklung der mündlichen und schriftlichen Sprache in Verbindung mit der Förderung der Wahrnehmung, der Schulung der Konzentration, Entspannungstraining und Psychomotorik.
Der Unterricht erfolgt durch ausgebildete Sonderpädagogen in kleinen Klassenfrequenzen. Zusätzlich werden Sprachtherapien im Einzel- und Gruppenunterricht durchgeführt.
An der Schule werden Regelklassen gebildet und gleichzeitig Sprachförderklassen. Diese laufen bis zur 4. Klasse. Bei erfolgreicher Rehabilitation werden die Schüler zum frühestmöglichen Zeitpunkt an ihre wohnortnahe Grundschule zurückgeschult. Nach einem durchlaufenen Feststellungsverfahren werden sprachauffällige Schüler für den Bereich Sprache oder Hören in die erste Klasse eingeschult, Schüler deren Sprachauffälligkeit während der Grundschulzeit bemerkt wird, wechseln nach einem Feststellungsverfahren für den Bereich Sprache als Quereinsteiger an die Schule. An der Förderschule für Sprachauffällige wird nach dem Rahmenplan und der Stundentafel der Grundschule gelehrt. Englisch wird ab Jahrgangsstufe 3 und als Begegnungsprache ab Stufe 1 unterrichtet.
Für Schüler ab der ersten Jahrgangsstufe besteht die Möglichkeit, im Schulhort betreut zu werden. Weiterhin bietet die Schule ein Frühstücksbuffet an. Die Kosten betragen pro Tag 0,50 Euro.
| Stichtag           | Anzahl Klassen | Anzahl Lernende | Verhältnis Jungen:Mädchen | Anzahl Lehrende | Leitung       |
| ------------------ | -------------- | --------------- | ------------------------- | --------------- | ------------- |
| 6. Oktober 2014    | 17             | 336             | 189:147                   | 28              | Petra Kreusch |
| 28. September 2015 | 17             | 335             | 187:148                   | 27              | Petra Kreusch |
| 5. September 2016  | 16             | 338             | 183:155                   | 29              | Petra Kreusch |
| 4. September 2017  | 17             | 378             | 199:179                   | 29              | Petra Kreusch |

## Oberschule

### Oberschule „Heinrich von Kleist“
Heinrich von Kleist (* 1777 in Frankfurt; † 1811), Dichter, Student an der Brandenburgischen Universität Frankfurt
Die Oberschule ist eine Ganztagsschule der offenen Form. An der Oberschule „Heinrich von Kleist“ ist ein geförderter Häuserwettbewerb gestartet worden, an dem alle Häuser das ganze Jahr lang gegeneinander antreten. Es gibt sieben Häuser:
1. Haus Blau: Feuerprobe
2. Haus Gelb: Schroffenstein
3. Haus Braun: Guiskard
4. Haus Rot: Homburg
5. Haus Orange: Penthesilea
6. Haus Grün: Utrecht
7. Haus Lila: Amphitryon

Alle Häuser haben mit der Geschichte von Heinrich von Kleist zu tun.
Mit Frankreich findet ein Schüleraustausch statt. Nach England werden Sprachreisen durchgeführt.
| Stichtag           | Anzahl Klassen | Anzahl Lernende | Verhältnis Jungen:Mädchen | Anzahl Lehrende | Leitung       |
| ------------------ | -------------- | --------------- | ------------------------- | --------------- | ------------- |
| 6. Oktober 2014    | 12             | 281             | 142:143                   | 27              | Ursula Länger |
| 28. September 2015 | 12             | 286             | 138:148                   | 24              | Ursula Länger |
| 5. September 2016  | 12             | 288             | 144:144                   | 24              | Ursula Länger |
| 4. September 2017  | 12             | 281             | 145:136                   | 24              | Ursula Länger |

### Oberschule „Ulrich-von-Hutten“
Ulrich von Hutten (* 1488; † 1523), Humanist, Student an der Universität in Frankfurt
Die Schule in der Großen Müllroser Straße ist seit 1995 eine anerkannte UNESCO-Projektschule. Sie hat im Rahmen des Comenius-Programms eine Patenschaft mit Schulen aus Irland, Frankreich und Spanien. Darüber hinaus besteht eine Schulpartnerschaft mit einer Schule in Ziguinchor im Senegal.
Die Schule vergibt folgende Schulabschlüsse des Landes Brandenburg:
- Berufsbildungsreife (Klasse 9)
- Erweiterte Berufsbildungsreife (Klasse 10)
- Fachoberschulreife (Klasse 10)
- Berechtigung zum Besuch der gymnasialen Oberstufe (Klasse 10)

Die Fächer aus dem Wahlpflichtbereich I, wie 2. Fremdsprache Französisch oder Russisch, Wirtschaft, Arbeit, Technik und Naturwissenschaften werden für die Jahrgangsstufe 7 gewählt.
Ein Projekt, an dem die Schule mitarbeitet, heißt Reformzeit. Drei Projektschulen und eine Beraterschule sind dabei zu einer Arbeitsgemeinschaft zusammengefasst. Mit einer Gesamtschule aus Birkenwerder und dem Leibniz-Gymnasium in Potsdam als Projektschule und die Laborschule Bielefeld als Beraterschule gehört die Huttenschule zu einer Gruppe. Durch intensiven Austausch von Anregungen untereinander profitiert so jede Schule von der anderen. Ein weiteres Projekt ist das Praxislernen. Die Schüler absolvieren mehrere Praxiswochen verteilt über ein ganzes Schuljahr. Unter anderem erfolgte im Jahr 2006 eine Power-Point-Präsentation so wie ein Marketingprojekt.
| Stichtag           | Anzahl Klassen | Anzahl Lernende | Verhältnis Jungen:Mädchen | Anzahl Lehrende | Leitung          |
| ------------------ | -------------- | --------------- | ------------------------- | --------------- | ---------------- |
| 6. Oktober 2014    | 22             | 422             | 243:179                   | 37              | Kerstin Reinhard |
| 28. September 2015 | 22             | 446             | 253:193                   | 35              | Kerstin Reinhard |
| 5. September 2016  | 22             | 476             | 270:206                   | 39              | Kerstin Reinhard |
| 4. September 2017  | 22             | 486             | 262:228                   | 39              | Kerstin Reinhard |

## Gesamtschule

### Sportschule Frankfurt (Oder)
Die Sportschule ist eine Gesamtschule mit Ganztagsorganisation und gymnasialer Oberstufe, die sich der Förderung der Nachwuchssportler von den Jahrgangsstufen 7 bis 13 widmet.
Der Schuleintritt erfolgt in der Regel ab Jahrgangsstufe 7, ein weiterer Zugang ist ab Jahrgangsstufe 9 möglich.
Priorität bei der Aufnahme der Schüler hat die sportliche Leistungsfähigkeit.
Für besonders sportlich talentierte Schüler besteht die Möglichkeit des Quereinstiegs.
Neben dem allgemeinen Sportunterricht erfolgt die sportliche Profilierung von der Jahrgangsstufe 7 bis 10 im Wahlpflichtunterricht und in zusätzlichen AG Stunden in der jeweiligen Sportart.
Ab Jahrgangsstufe 11 erfolgt die schulische Profilierung im Sport über den Leistungskurs Sport.
Gefördert werden Schüler in den Sportarten Boxen, Fußball, Gewichtheben, Handball (weiblich), Judo, Radsport, Ringen und Sportschießen.
Die Sportschule vermittelt grundlegende, erweiterte oder vertiefte allgemeine Bildung und umfasst in integrierter Form alle vergleichbaren Bildungsgänge und Abschlüsse des Schulsystems wie:
- Bildungsgang zum Erwerb der Berufsbildungsreife – BBR (nach erfolgreichem Abschluss der 9. Klasse) und der erweiterten Berufsbildungsreife – EBR (nach erfolgreichem Abschluss der 10. Klasse)
- Bildungsgang zum Erwerb der Fachoberschulreife – FOR
- Bildungsgang zum Erwerb der Fachoberschulreife mit Berechtigung zum Besuch der gymnasialen Oberstufe
- Bildungsgang zum Erwerb des schulischen Teils der Fachhochschulreife (FHS) nach der 12. Klasse
- Bildungsgang zum Erwerb der allgemeinen Hochschulreife (AHR) in der 13. Klasse

Die Sportschule verfügt über ein Internat. Die Betreuung erfolgt 24 Stunden von Montag bis Sonntag durch 13 Erzieher.
Internatsschüler der Jahrgangsstufe 7 bis 9 haben zurzeit die Möglichkeit, entsprechend dem Familieneinkommen, einen Antrag auf Zuschuss an die Sporthilfe bei pro Brandenburg e. V. zu stellen. Internatsschüler der Jahrgangsstufe 10 bis 13 stellen beim zuständigen Schulverwaltungsamt des Heimatortes einen Antrag auf BAföG.
Der Verein der Freunde und Förderer der Sportschule Frankfurt (Oder) e. V. hat sich zum Zweck der Unterstützung der Bildungs- und Erziehungsarbeit gegründet. Seine Ziele beinhalten im Wesentlichen die finanzielle und materielle Unterstützung bei Projekten, sportlichen Höhepunkten und Schulveranstaltungen, Unterstützung der Öffentlichkeitsarbeit (Gewinnen von Sponsoren) und Gewährung von Beihilfen für die Anschaffung von Materialien zur Verbesserung des Unterrichts.
| Stichtag           | Anzahl Klassen | Anzahl Lernende | Verhältnis Jungen:Mädchen | Anzahl Lehrende | Leitung       |
| ------------------ | -------------- | --------------- | ------------------------- | --------------- | ------------- |
| 6. Oktober 2014    | 18             | 535             | 337:198                   | 67              | Jürgen Behnke |
| 28. September 2015 | 17             | 509             | 296:193                   | 65              | Jürgen Behnke |
| 5. September 2016  | 16             | 493             | 303:190                   | 67              | Jürgen Behnke |
| 4. September 2017  | 16             | 478             | 291:187                   | 67              | Jürgen Behnke |

#### Bekannte ehemalige Schüler
- Henry Maske (* 1964), deutscher Boxer
- Axel Schulz (* 1968), deutscher Boxer

### Freie Waldorfschule Frankfurt (Oder)
1990 wurde die Schule durch eine Elterninitiative gegründet, die Verwaltung erfolgt durch die aktive Mitarbeit der Eltern.
Bei eingeschränkter staatlicher Unterstützung wird je nach Einkommen Schulgeld notwendig.
Der Verein Waldorfpädagogik Frankfurt (Oder) e. V. ist Träger dieser Einrichtung.
Von der Jahrgangsstufe 1 bis 13 wird einzügig unterrichtet. Abschlüsse können in der Berufsbildungsreife, der erweiterten Berufsbildungsreife, der Fachoberschulreife, der Berechtigung zum Besuch der gymnasialen Oberstufe und dem Abitur erlangt werden.
Die Benotung erfolgt durch ausführliche Textzeugnisse.
Ab der 1. Jahrgangsstufe wird Englisch und Russisch und ab Jahrgangsstufe 7 Polnisch unterrichtet. Ab der ersten Klasse wird das Spielen eines Musikinstrumentes erlernt.
Von den Jahrgangsstufen 9 bis 11 erfolgen unterschiedliche Praktika wie zum Beispiel Werkstattpraktikum, Landbau- und Feldmesspraktikum und Sozial- und Astronomiepraktikum.
Kunststudienfahrten nach Italien oder Griechenland werden in der Jahrgangsstufe 12 und Theaterprojekte in den Jahrgangsstufen 8 und 12 durchgeführt.
Schüleraustausche finden jährlich mit der Waldorfschule in Bielsko-Biała statt.
Die Schule verfügt über eine eigene schulärztliche Betreuung und einer eigenen Schulküche.
Sie besitzt einen Schulhort und einen Kindergarten.
Die Waldorfschule Frankfurt (Oder) wurde als 133. Schule in den Bund der Freien Waldorfschulen aufgenommen.
| Stichtag           | Anzahl Klassen | Anzahl Lernende | Verhältnis Jungen:Mädchen | Anzahl Lehrende | Leitung      |
| ------------------ | -------------- | --------------- | ------------------------- | --------------- | ------------ |
| 6. Oktober 2014    | 10             | 274             | 221:153                   | 31              | Anton Eibeck |
| 28. September 2015 | 10             | 297             | 129:168                   | 30              | Anton Eibeck |
| 5. September 2016  | 10             | 290             | 133:157                   | 30              | Anton Eibeck |
| 4. September 2017  | 10             | 299             | 137:162                   | 30              | Anton Eibeck |

## Förderschule

### Lessingschule Allgemeine Förderschule I
Die Allgemeine Förderschule berücksichtigt in ihrer Bildungs- und Erziehungsarbeit die besonderen Bedürfnisse von Schülern mit erheblichen Beeinträchtigungen im schulischen Lernen.
In einem modernen Schulgebäude mit gut ausgestatteten Unterrichts- und Fachräumen werden Schüler der Jahrgangsstufen 1 bis 10 durch ausgebildete Förderschulpädagogen unterrichtet. In den Jahrgangsstufen 7 und 8 gibt es ein Ganztagsangebot. Die Lerngruppen umfassen maximal zwölf Schüler. Im Rahmen der lebenspraktischen Befähigung setzen die Pädagogen Schwerpunkte in den Bereichen Deutsch, Mathematik, Wirtschaft, Arbeit und Technik, Computerunterricht und musisch-künstlerische Erziehung. In den Jahrgangsstufen 7 und 8 wird Englisch als Begegnung mit Sprachen, in den Jahrgangsstufen 9 und 10 mit einer Unterrichtsstunde wöchentlich angeboten.
| Stichtag           | Anzahl Klassen | Anzahl Lernende | Verhältnis Jungen:Mädchen | Anzahl Lehrende | Leitung       |
| ------------------ | -------------- | --------------- | ------------------------- | --------------- | ------------- |
| 6. Oktober 2014    | 13             | 156             | 87:69                     | 24              | Ralf Unglaube |
| 28. September 2015 | 13             | 147             | 87:60                     | 21              | Ralf Unglaube |
| 5. September 2016  | 13             | 140             | 79:61                     | 21              | Ralf Unglaube |
| 4. September 2017  | 11             | 138             | 77:61                     | 21              | Ralf Unglaube |

### Hansaschule mit dem sonderpädagogischen Förderschwerpunkt geistige Entwicklung
Die Hansa-Schule ist eine Ganztagsschule, die ein breites Spektrum an Lernmöglichkeiten anbietet. Sie gliedert sich in die Eingangsstufe, Unterstufe, Mittelstufe, Oberstufe und Werkstufe. Die Schüler durchlaufen 12 Schuljahre. Das Kollegium der Hansa-Schule gewährleistet entsprechend der betrachteten Ausgangssituation eines jeden Schülers das ganzheitliche, lebenspraktische, handlungsorientierte und differenzierte Lernen als geeignete Unterrichtsform.
Der handlungsorientierte Unterricht ist die zentrale Lehrform, in der Handlungsziele aufgezeigt werden. Eigenes Erkunden, Versuchen, Vergleichen, Herstellen oder Verändern sollen die Handlungsfähigkeit jedes Einzelnen entwickeln. Der Unterricht wird in langfristigen, fächerübergreifenden Vorhaben geplant. Die auf Schüler ausgerichteten Fördermaßnahmen spiegeln sich in individuellen Förderplänen wider. Diese Planung wird kontinuierlich dokumentiert, reflektiert und aktualisiert. Sie basiert auf den Unterrichtsvorgaben des brandenburgischen Rahmenplanes für Förderschulen für geistig Behinderte.
Der Unterricht wird organisiert im Klassenunterricht, Kursunterricht, Einzelunterricht und Gelegenheitsunterricht. Im Klassenunterricht nehmen alle Schüler am gemeinsamen Unterricht teil. Neben gemeinsamen Lehrzielen werden auch differenzierte, auf den einzelnen Schüler bezogene Ziele realisiert. Am Kursunterricht nehmen Schüler mit relativ gleichen Fähigkeiten in einzelnen oder mehreren Lernbereichen teil. Für Schüler mit gravierenden Beeinträchtigungen erfolgt eine intensive Förderung im Einzelunterricht. Ziel ist die Heranführung an den Klassenunterricht. Fächerübergreifender Gelegenheitsunterricht berücksichtigt natürliche Lernsituationen, die sich zufällig und nicht geplant ergeben.
Diese Organisationsformen werden durch alle tätigen Lehrkräfte durchgesetzt. Sie sind gleichberechtigt verantwortlich für die Planung und Umsetzung der pädagogischen Inhalte. Gemeinsam mit den Betreuern, Zivildienstleistenden und Praktikanten bilden sie ein Team.
Das hauseigene Therapiebad hat eine Wassertiefe von 1,30 m und ermöglicht es den Lehrkräften, auch bewegungseingeschränkte Schüler zu unterstützen. Im ständig warmen Wasser mit einer angenehmen Umgebungstemperatur bewegen und entspannen sich alle Wasserratten. Schüler, die nicht laufen können, hebt der Wasserkran ins Becken. Wer vor so viel Wasser Angst haben sollte, wird allmählich an das entspannende Element gewöhnt. So mancher hat hier schon das Schwimmen gelernt.
| Stichtag           | Anzahl Klassen | Anzahl Lernende | Verhältnis Jungen:Mädchen | Anzahl Lehrende | Leitung        |
| ------------------ | -------------- | --------------- | ------------------------- | --------------- | -------------- |
| 6. Oktober 2014    | 11             | 77              | 44:33                     | 24              | Annett Kriszun |
| 28. September 2015 | 12             | 83              | 49:34                     | 27              | Annett Kriszun |
| 5. September 2016  | 12             | 89              | 53:36                     | 29              | Annett Kriszun |
| 4. September 2017  | 13             | 94              | 51:43                     | 29              | Annett Kriszun |

## Gymnasium

### Städtisches Gymnasium I „Karl-Liebknecht“
Karl Liebknecht war ein internationalistischer Sozialist und Antimilitarist und einer der Gründer der Kommunistischen Partei Deutschlands.
Das Gymnasium in der Wieckestraße besitzt ein offenes Ganztagesangebot und ist eine UNESCO- und Europaschule. Im Rahmen des Comenius-Programms unterhält sie Partnerschaften mit Schulen in Polen, Schweden, Großbritannien und Frankreich. Leiter der Schule ist Torsten Kleefeld. 1992 lernten erstmals 25 polnische Schüler der Schule, beworben hatten sich über 400 Polen. 1995 erhielten 19 von ihnen das Abitur.
| Stichtag           | Anzahl Klassen | Anzahl Lernende | Verhältnis Jungen:Mädchen | Anzahl Lehrende | Leitung          |
| ------------------ | -------------- | --------------- | ------------------------- | --------------- | ---------------- |
| 6. Oktober 2014    | 24             | 853             | 302:551                   | 71              | Torsten Kleefeld |
| 28. September 2015 | 23             | 853             | 312:541                   | 72              | Torsten Kleefeld |
| 5. September 2016  | 23             | 882             | 323:559                   | 73              | Torsten Kleefeld |
| 4. September 2017  | 23             | 847             | 329:518                   | 73              | Torsten Kleefeld |

#### Bekannte ehemalige Schüler
- Uwe Madel (* 1965), deutscher Moderator, Fernsehredakteur und Autor.
- Julia Jäger (* 1970), deutsche Schauspielerin
- Klaudia Giez (* 1996), Model

### Städtisches Gymnasium IV „Carl Friedrich Gauß“
Carl Friedrich Gauß war ein deutscher Mathematiker, Astronom, Geodät und Physiker.
Das Gymnasium in der Fr.-Ebert-Straße ist eine mathematisch-naturwissenschaftliche Ganztagsschule.
Als eine der Pilotschulen des Landes Brandenburg bietet sie den Schülern eine Leistungs- und Begabungsklasse ab Jahrgangsstufe 5 an.
| Stichtag           | Anzahl Klassen | Anzahl Lernende | Verhältnis Jungen:Mädchen | Anzahl Lehrende | Leitung    |
| ------------------ | -------------- | --------------- | ------------------------- | --------------- | ---------- |
| 6. Oktober 2014    | 17             | 562             | 362:200                   | 45              | Rita Lange |
| 28. September 2015 | 17             | 559             | 337:221                   | 47              | Rita Lange |
| 5. September 2016  | 17             | 549             | 344:205                   | 50              | Rita Lange |
| 4. September 2017  | 18             | 558             | 352:206                   | 50              | Rita Lange |

## Oberstufenzentrum

### Konrad-Wachsmann-Oberstufenzentrum
Das Oberstufenzentrum in der Potsdamer Straße ist eine Schule der beruflichen Bildung in den Berufsfeldern Wirtschaft und Verwaltung, Technik, Hauswirtschaft und Ernährung, Sozialwesen und berufliches Gymnasium. Gebildet wurde das Zentrum 1991 mit der Zusammenfassung von sieben Fach- und Berufsschulen. Von der Gründung bis zum Oktober 2006 haben etwa 12.000 Absolventen die Schule verlassen. Seit 2005 gibt es mit dem Gorzówer Schulzentrum Zespół Szkół Ekonomicznych eine Schulpartnerschaft.
| Stichtag          | Anzahl Klassen | Anzahl Lernende | Verhältnis Jungen:Mädchen | Anzahl Lehrende | Leitung       |
| ----------------- | -------------- | --------------- | ------------------------- | --------------- | ------------- |
| 10. November 2014 |                | 1725            |                           | 97              | Andreas Wendt |
| 9. Februar 2015   |                | 1836            |                           | 95              | Andreas Wendt |
| 9. Februar 2016   |                | 1836            |                           | 94              | Andreas Wendt |
| 13. November 2017 |                | 1723            |                           | 94              | Andreas Wendt |

## Sonstige

### Berufsfachschule für Kosmetik
Die Berufsfachschule ist eine genehmigte Ersatzschule die auf der Grundlage der bundeseinheitlichen Ausbildungsordnung ausbildet. Die Dauer der Ausbildung beträgt 3 Jahre. Am Ende eines jeden Ausbildungsjahres erfolgt ein Betriebspraktikum. Die Ausbildung wird selbstfinanziert; eine Beantragung von BAföG ist jedoch möglich.
Die theoretischen Grundlagen werden durch Fachlehrer anschaulich vermittelt; die praktische Ausbildung erfolgt in modernen Kabinetten der Fachschule durch erfahrene Kosmetikerinnen und Ausbilder.
Berufsübergreifende Fächer sind Deutsch, Englisch, Wirtschaft- und Sozialkunde und Sport.

### Theaterschule für Körper und Bildung
Die Theaterschule ist eine staatlich anerkannte Ergänzungsschule. Die Ausbildung dauert 3½ Jahre und bildet Schüler im Alter von 16 – 28 Jahren zum Staatlich anerkannten Schauspieler für Theater, Film und Fernsehen aus. Zu den Inhalten der Ausbildung gehören drei Halbjahre Grundausbildung und vier Halbjahre weiterführende Ausbildung in den Fächern Schauspiel und Theater, Theorie, Körperarbeit und allgemeinbildende Fächer. Der Unterricht wird von Lehrern aus dem In- und Ausland durchgeführt.

### Volkshochschule der Stadt Frankfurt
Ein umfangreiches Fortbildungsangebot bietet die Volkshochschule in den Bereichen Allgemeine Bildung, Gesellschaft, Kultur, Sprachen, Informatik, Alphabetisierung und staatlichen Schulabschlüssen. Besonderer Schwerpunkt, bedingt durch die Grenznähe an Polen, sind deutsch-polnische Projekte. Diese sollen dazu beitragen die Begegnungen und den kulturellen Austausch zwischen beiden Regionen zu fördern.

## Ehemalige Schulen

### August Bebel-Oberschule
August Bebel war Führer der Arbeiterbewegung und Mitbegründer der SPD. Ursprünglich wurde die Schule als Hindenburgschule gegründet.
Unter anderem durch die Flüchtlinge, welche in die Stadt strömten, die Verlegung der Reichsbahndirektion Osten von Berlin nach Frankfurt (Oder) entstand im Westen der Stadt ein neuer Stadtteil der Paulinenhof. Um den neu hinzugekommenen Einwohnern Bildungsmöglichkeiten zu geben als auch aus erhöhten Bedarf von Schulräumen durch die Erhöhung der sechsstufigen zur siebenstufigen Volksschule musste eine neue Schule errichtet werden. Dies sollte in der neuen Siedlung, der damaligen Hindenburgsstraße geschehen.
Den Entwurf für die Hindenburgschule fertigte der Architekt Josef Gesing und der Stadtbaurat Althoff an. Der Ziegelrohbau war dabei an die gotische Architektur zum Beispiel der Marienkirche und des Rathauses angelehnt. Die farbliche Innengestaltung lehnte sich an Entwürfe des Berliner Kunstmalers Sandfort an. Das Heizungssystem bildete eine Niederdruck-Warmwasserheizung, die von Schulz & Krause eingebaut wurde. Die Gesamtkosten des Baus, der 19 Unterrichts- und 15 weitere Zimmer aufwies beliefen sich auf 150.000 Reichsmark, welche die Stadt trug. Das Gebäude verfügte über eine angeschlossene Turnhalle, zwölf Duschen im Keller, mit modernen Fußbadewannen, eine Waschküche, eine Lehrküche, ein Plättraum und ein Bücherzimmer. Die Klassenzimmer waren 50 m² groß. Im ersten Obergeschoss war ein Raum als Chemieraum eingerichtet, in dem die Tische mit Gas- und Elektroanschluss ausgestattet waren. Der größte Raum der Schule war die Aula im dritten Obergeschoss mit etwa 300 m² Fläche.
Seitlich des Hauptgebäudes befand sich die 231 m² große Turnhalle, die damals mit Korklinoleum ausgelegt war.

### Städtisches Gymnasium II „Otto-Brenner“
Das Gymnasium wurde 1992 eröffnet. Die Schule wurde nach dem ehemaligen Gewerkschaftsführer und Sozialdemokraten Otto Brenner benannt.
Das Gymnasium beteiligte sich am Modellversuch Leistungsprofilklassen, wonach Schüler schon nach der Jahrgangsstufe 4 an die Schule kamen und bereits nach 12 Schuljahren das Abitur ablegten.
Seit dem Schuljahr 2001/2002 wurden musische und künstlerische Talente in einer Klasse mit abweichender Organisationsform besonders gefördert.
Ein regelmäßiger Schüleraustausch fand mit dem Gymnasium Nr. 1 in Wizebsk statt.

#### Bekannte ehemalige Schüler
- Christian Schmidt (* 1980), deutscher Autor und Lektor
- René Wilke (* 1984), deutscher Politiker (Die Linke) und Oberbürgermeister der Stadt Frankfurt (Oder)

### Städtisches Gymnasium III „Friedrichsgymnasium“
Das Gymnasium, nach Friedrich III., Kurfürst von Brandenburg und späterem Friedrich I., König von Preußen benannt, wurde am 1. Juli 1694 eingeweiht. Die Feierlichkeiten dauerten sechs Stunden, als Schulgebäude wurde das alte Rathaus in der Oderstraße 5 genutzt. Die finanzielle Lage der Schule war in den folgenden Jahren stets sehr angespannt. Deutsch wurde nur in der ersten Klasse gelehrt, in den folgenden drei Klassen vor allem Latein, Musik und Religion. Rechnen wurde nicht gelehrt. 1794 besuchten 70 Schüler die Friedrichsschule. Diese mussten kein reguläres Schulgeld zahlen, aber bei Aufnahme in die Schule und Versetzung in eine höhere Klasse mussten sie jeweils einen oder zwei Taler zahlen. Der Unterricht fand vormittags zwischen 07:00 Uhr und 11:00 Uhr statt, an vier Tagen kam Nachmittagsunterricht von 13:00 bis 16:00 Uhr hinzu. Es gab Ferien von je einer Woche zu den christlichen Festen und zu den drei Messen sowie der Examenszeit. Sommerferien gab es nicht.
1813 verfügte die Schule über ein Vermögen von 16.966 Talern, drei Schulhäusern sowie ein Alumnatsvermögen von 12.849 Talern. Der Wert der Bücher der Schule, vor allem aus der Schenkung der Professoren Westermann und Caussee, wurde auf 30.000 bis 40.000 Taler geschätzt. Grund für die Aufstellung des Vermögens der Schule war eine Neuorganisation des Schulwesens, angestoßen durch die Niederlagen Preußens gegen Napoleon und nicht zuletzt durch den Wegzug der Universität aus Frankfurt. Die Friedrichsschule wurde die gelehrte Schule, und die neben ihr bestehende Oberschule verlor ihre oberen Klassen zu Gunsten der Friedrichsschule. 1818 wurde die Schule zu klein, und man bezog das Gebäude in der Oderstraße 1. Im selben Jahr wurde Leopold Ranke Geschichtslehrer an der Schule und blieb dies, bis er 1825 einem Ruf an die Universität Berlin folgte. 1864 wurde die Oderstraße 1 erweitert, um die Schülerzahl bewältigen zu können. 1874 ging die Trägerschaft der Schule von der Stadt an den Staat über, da die finanzielle Belastung für Frankfurt untragbar geworden war.
1882 ließ der Staat das heutige Schulgebäude in der Gubener Straße errichten.

#### Bekannte ehemalige Schüler
- Zvi Aharoni (1921–2012), israelischer Agent des Mossad
- Gottfried Benn (1886–1956), deutscher Arzt, Dichter und Essayist
- Hans Carl zu Carolath-Beuthen (1688–1763), Standesherr in Schlesien
- Alfred Georg Hermann „Fredi“ Henschke, genannt Klabund (1890–1928), deutscher Schriftsteller
- Friedrich Kirchner (* 1840; † im 20. Jahrhundert),  Gymnasiallehrer in Preußen
- Gerhard Neumann (1917–1997), deutsch-amerikanischer Maschinenbauingenieur jüdischer Herkunft und einer der Erfinder des modernen Strahltriebwerks
- Friedrich Carl August Rücker (1773–1837), Buchhändler und Verleger in Berlin
- Siegfried Sorge (1917–1995), deutscher Lokalpolitiker (SPD/FWG)
- Jochen Stern (* 1928), deutscher Schauspieler und Buchautor
- Ferdinand Wrede (1863–1934), deutscher Linguist

### Georgenschule
1662 wurde erstmals eine „Lebusische Vorstadtschule“ in der Ziegelstraße erwähnt.
Das Gebäude der einklassigen Schule in der Ziegelstraße 7, Ecke Schulstraße wurde 1800 durch einen eingeschossigen Neubau ersetzt. Der Neubau verfügte über eine kleine Lehrerwohnung und ein Klassenzimmer für etwa 150 Mädchen und Jungen. Schulhalter und Kantor Johann Christian Schwensow erhielt 1815 ein festes Gehalt von 120 Talern neben unwesentlichen Einnahmen als Kirchenbeamter an der Kirche St. Georg in der Lebuser Vorstadt. Im selben Jahr 1815 schreibt Christian Wilhelm Spieker in seiner Funktion als Schulinspektor „Das Schulwesen der Lebuser Vorstadt war durch die tätige Fürsorge des Schulvorstandes schon seit längerer Zeit gut in Ordnung. Die Kinder besuchten die Schule fast ununterbrochen, die Schulbeiträge wurden regelmäßig bezahlt und der Lehrer erhielt statt des Schulgeldes ein fixiertes Gehalt. Die Zahl der schulfähigen Kinder ist aber zu groß, dass sie eine Klasse fassen und einen Lehrer zweckmäßig beschäftigen und ausbilden konnte. Zwar suchte sich der Kantor Schwensow, welcher Lehrer dieser Schule ist, die geschicktesten Knaben heraus, um sie als Unterlehrer einzusetzen. Ihre Leistung entsprach jedoch nicht der ausgebildeten Lehrerschaft.“ Daraufhin wurden 1817 aus einem Klassenzimmer zwei gemacht und ein zweiter Lehrer angestellt. Im Jahr 1840 wurde das Gebäude aufgestockt. So kamen drei weitere Klassenzimmer hinzu. Gleichzeitig wurde eine Trennung der Geschlechter eingeführt. In diesem Jahr gab es 225 Schüler. Davon waren 45 so arm, dass sie als Freischüler unterrichtet wurden. Die Anzahl der Schüler nahm in den Folgejahren stetig zu. 1856 gingen 430 bis 500 Kinder in die viel zu kleine Schule. Um diesem Missstand abzuhelfen, erwarb die Stadt das Nachbargrundstück Ziegelstraße 6. Darauf wurde ein weiteres Schulgebäude mit acht Klassenzimmern errichtet. Die Anzahl der Schüler nahm jedoch weiterhin zu. 1868 lagen die Klassengrößen zwischen 26 uns 89 Schülern.
Im Jahr 1872 erhielt die Schule nach ihrer Zugehörigkeit zur Kirche St. Georg den Namen „Georgenschule“. Die Schule war zu dieser Zeit in drei Klassenstufen mit jeweils zwei Klassen, getrennt nach Geschlechtern unterteilt. Es gab 12 Lehrer und eine Lehrerin. 1886 wurde Julius Höhne Hauptlehrer und Küster. 1890 wurden 824 Kinder unterrichtet. 1891 wurde der Arbeiter Carl Jeschke als Schuldiener eingestellt. 1898 ging Hauptlehrer Julius Höhne in Pension. Im folgte Theodor Heintze (gest. Mai 1944) im Amt. Um 1900 waren über 700 Schüler in 13 Klassenzimmern zu unterrichten. Dies wurde erreicht, indem ein Schichtbetrieb eingeführt wurde. Als 1903 ein siebtes Schuljahr eingeführt wurde, wurde die Anzahl der Schüler begrenzt, indem nur noch Jungen aufgenommen wurden. 1905 löste Wilhelmine (Minna) Michelke den verstorbenen Schuhmacher Gustav Dannacker als Schuldienerin ab. 1906 wurden drei zusätzliche Klassenzimmer angemietet.
Anfang Mai 1914 zogen die 15 Klassen der Georgenschule in das zu einer Volksschule umgebaute ehemalige Kollegienhaus der Brandenburgischen Universität Frankfurt, das zuvor als Stadtschule gedient hatte. Die Schüler der Georgenschule wurden in 15 Klassenzimmern in den oberen beiden Geschossen unterrichtet. Es gab zudem eine Aula und zwei Lehrerzimmer. Die Klassenzimmer waren mit neuen Schulbänken ausgestattet. In den sieben Klassenzimmern im Erdgeschoss wurden die Mädchen der Nikolaischule unterrichtet. Eine Turnhalle neben dem Kollegienhaus wurde gemeinsam mit der Bürgerschule (Knaben-Mittelschule) genutzt. Es gab zudem ein freistehendes Toilettenhaus mit je einem Eingang für Jungen und Mädchen. Ostern 1916 machten die letzten Mädchen ihren Abschluss und die Georgenschule wurde zur reinen Jungenschule mit etwa 720 Schülern. 1920 übernahm Otto Michelke als Hausmeister die Aufgaben von seiner Mutter Wilhelmine Michelke. 1921 wurde an der Südseite des Schulhofs die Nikolaischule errichtet. In den Räumen im Erdgeschoss des Kollegienhauses fand jedoch weiterhin der Unterricht für die Mädchen der Nikolaischule statt. 1924 wurde das Dachgeschoss ausgebaut und dort ein Werkraum eingerichtet. Ab 1926 gab es eine Schulspeisung. 1930 wurde Paul Struck Rektor. Er wurde im Dezember 1931 von Karl Perlwitz abgelöst. 1933 wurde eine Milchspeisung eingeführt. 1937 sank die Schülerzahl durch die Eröffnung der Volksschule in der Luisenstraße von 760 auf 660. Am 16. Mai 1940 starb Rektor Karl Perlwitz. Die Leitung der Schule übernahm der betagte Lehrer Theodor Kutzke. Ein neuer Rektor namens Schulze wurde wenige Zeit später zum Militärdienst eingezogen. Der Zweite Weltkrieg beeinträchtigte die Schulbetrieb immer mehr. Zu Weihnachten 1944 wurde der Schulbetrieb ganz eingestellt.
Nach dem Ende des Zweiten Weltkriegs 1945 wurde die Schule nicht wiedereröffnet. Die Kinder wurden im Gebäude des Realgymnasiums (heute Karl-Liebknecht-Gymnasium) unterrichtet. Das Kollegienhaus verfiel zur Ruine und wurde 1962 gesprengt.
Die beiden Gebäude Ziegelstraße 6 und 7 wurden nach dem Umzug in das Kollegienhaus 194 als Wohnhaus genutzt. Ab 1933 wurde Räume im Haus Ziegelstraße 6 als Städtisches Jugendheim vom Deutschen Jungvolk und der Hitlerjugend genutzt. Nach Kriegsende 1945 wurde daraus eine Station Junger Techniker. Das Haus Ziegelstraße 7 verfiel zu DDR-Zeiten und wurde in den 1980er Jahren abgerissen. 1991 wurde auch das Haus Ziegelstraße 6 abgebrochen.